# Tyrone Power (Schauspieler, 1797)

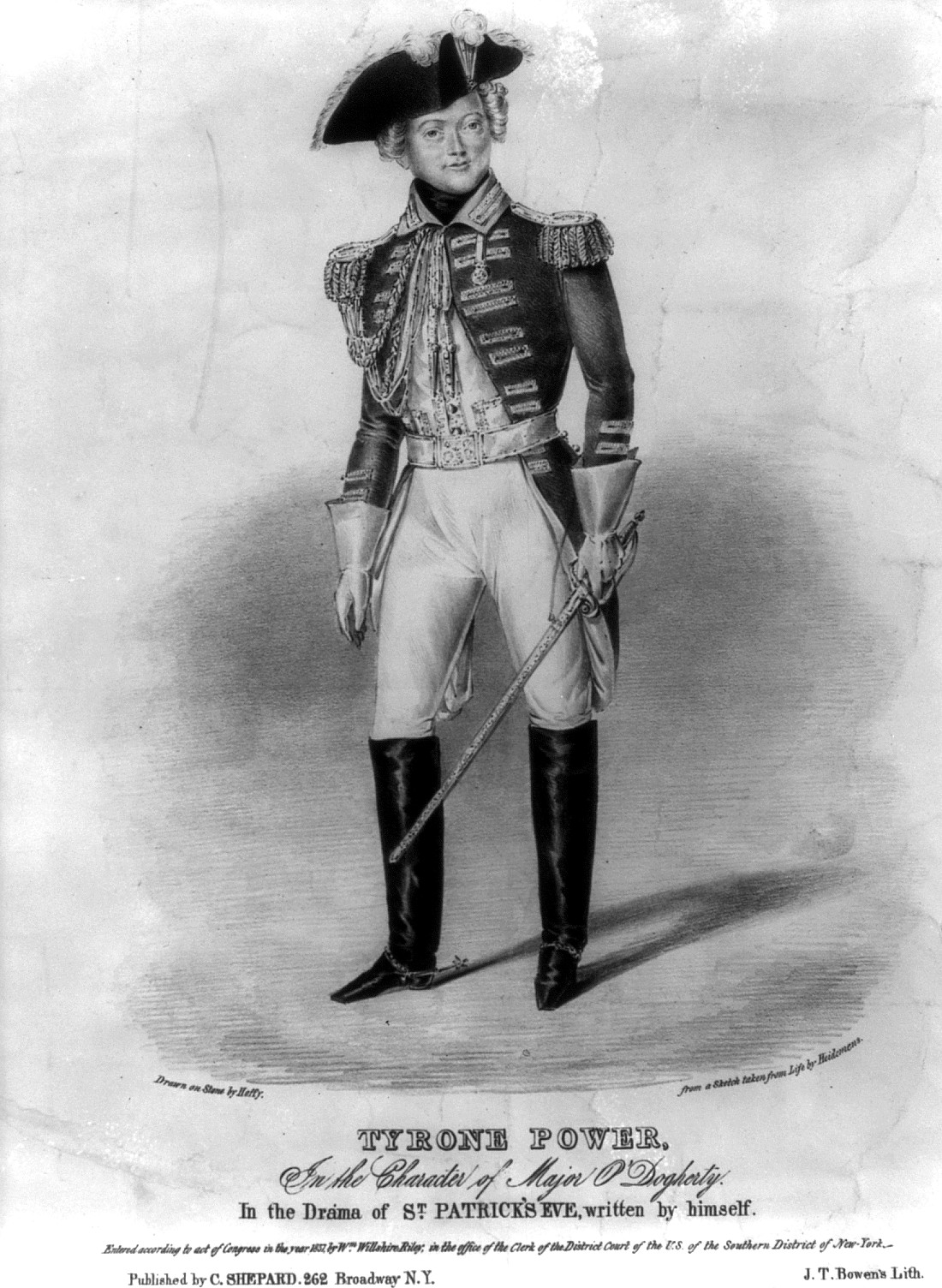
Tyrone Power in der Rolle des Major Dogherty im Drama St. Patrick’s Eve

 William Grattan Tyrone Power (* 2. November 1797 in der Nähe von Kilmacthomas im County Waterford, Irland; † nach dem 13. März 1841) war ein irischer Schauspieler und Schriftsteller.

## Leben
Er war Sohn von Maria Maxwell und Tyrone Power und mit Anne, Tochter von John Gilbert Esq. von der Isle of Wight verheiratet. Power war der Urgroßvater des US-Schauspielers Tyrone Power und der Ururgroßvater des Filmschauspielers Tyrone Power Jr. sowie von Taryn Power, einer Schauspielerin, und der Sängerin Romina Power.
Power war unter den Passagieren des britischen Passagierdampfers President, der am 11. März 1841 New York verließ und am 13. März zuletzt gesehen wurde. Danach verschwanden das Schiff und die 109 Personen an Bord spurlos.

## Werke
- Born to Good Luck: or the Irishman’s Fortune. A farce in two acts. Adapted from “False and True”.
- How to Pay the Rent; a farce, in one act [and in prose]
- St. Patrick’s Eve; or the Order of the Day. A drama in three acts [and in prose]
- The Lost Heir and The Prediction (1830)
- The King’s Secret (1831)
- The Gipsy of the Abruzzo. (1831)
- Impressions of America, during the years 1833, 1834 and 1835. (1836).[1]